# Armissan
Armissan  est une commune française située dans le département de l’Aude, en région Occitanie.
Incluse dans le parc naturel régional de la Narbonnaise en Méditerranée, la commune possède un patrimoine naturel remarquable : deux sites Natura 2000 et trois zones naturelles d'intérêt écologique, faunistique et floristique.

## Géographie

### Localisation
La commune se trouve au cœur du massif de la Clape et, sur le plan historique et culturel, dans le Narbonnais, un pays comprenant Narbonne et sa périphérie, ce massif et la bande lagunaire des étangs.
La commune d'Armissan, limitrophe de Narbonne,  se trouve donc dans l'aire urbaine de Narbonne ainsi que dans sa zone d'emploi et dans son bassin de vie.

### Communes limitrophes
Les communes limitrophes sont Narbonne et Vinassan.

### Géologie et relief
La superficie de la commune est de 12,51 km2 ; son altitude varie de 3  à   195 mètres. 

### Hydrographie

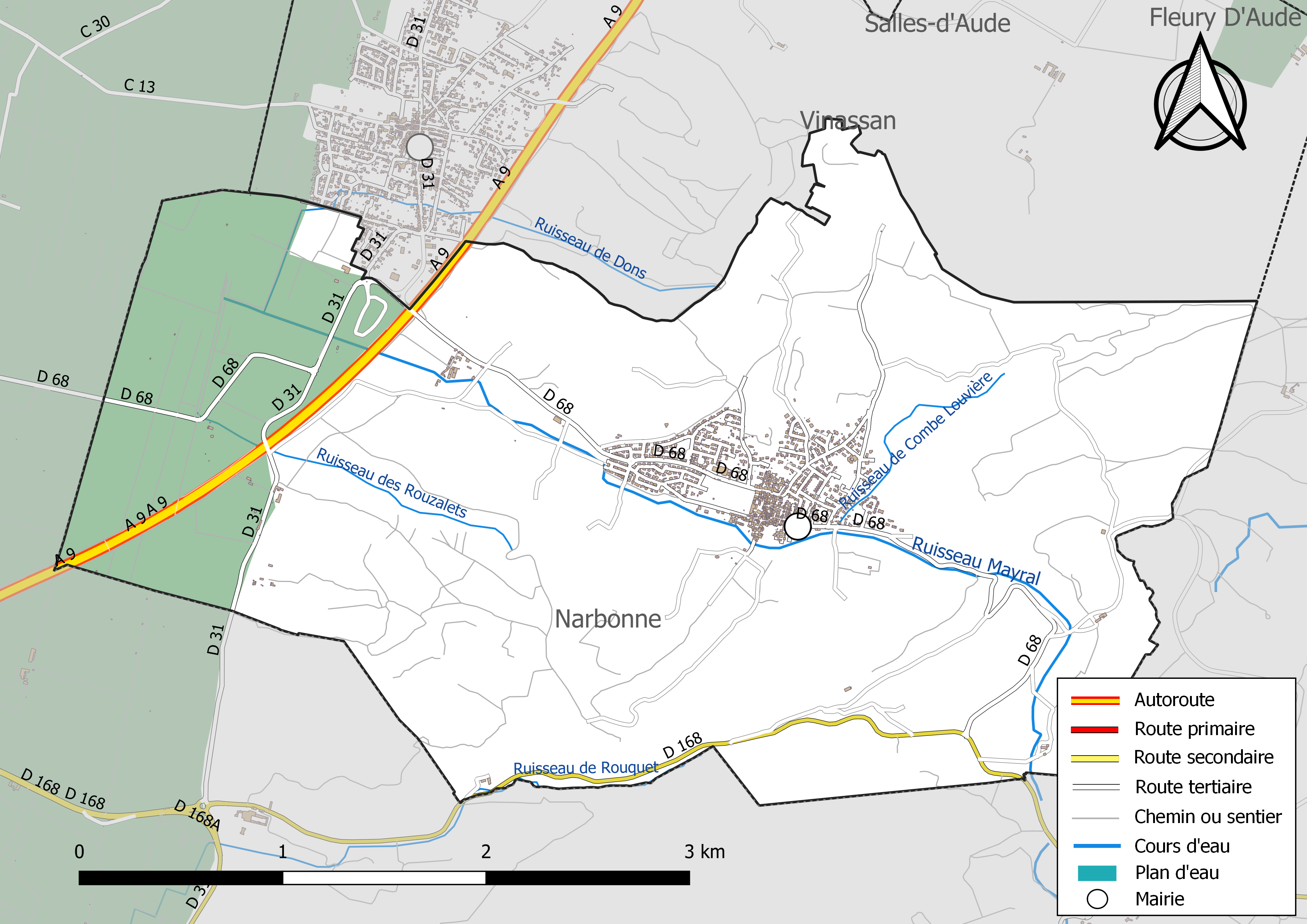
Carte hydrographique de la commune.

La commune est dans la région hydrographique « Côtiers méditerranéens », au sein du bassin hydrographique Rhône-Méditerranée-Corse. 
Elle est drainée par le ruisseau Mayral, le ruisseau de Combe Louvière, le ruisseau de Dons, le ruisseau de Rouquet et le ruisseau des Rouzalets, constituant un réseau hydrographique de 10 km de longueur totale,.

### Climat
Pour des articles plus généraux, voir Climat de l'Occitanie et Climat de l'Aude.
En 2010, le climat de la commune est de type climat méditerranéen franc, selon une étude s'appuyant sur une série de données couvrant la période 1971-2000. En 2020, Météo-France publie une typologie des climats de la France métropolitaine dans laquelle la commune est exposée à un climat méditerranéen et est dans la région climatique Provence, Languedoc-Roussillon, caractérisée par une pluviométrie faible en été, un très bon ensoleillement (2 600 h/an), un été chaud (21,5 °C), un air très sec en été, sec en toutes saisons, des vents forts (fréquence de 40 à 50 % de vents > 5 m/s) et peu de brouillards.
Pour la période 1971-2000, la température annuelle moyenne est de 14,9 °C, avec  une amplitude thermique annuelle de 15,6 °C. Le cumul annuel moyen de précipitations est de 661 mm, avec 5,7 jours de précipitations en janvier et 2,4 jours en juillet. Pour la période 1991-2020 la température moyenne annuelle observée sur la station météorologique la plus proche, située sur la commune de Narbonne à 8 km à vol d'oiseau, est de 15,3 °C et le cumul annuel moyen de précipitations est de 635,3 mm,. Pour l'avenir, les paramètres climatiques de la commune estimés pour 2050 selon différents scénarios d’émission de gaz à effet de serre sont consultables sur un site dédié publié par Météo-France en novembre 2022.

### Milieux naturels et biodiversité

#### Espaces protégés
La protection réglementaire est le mode d’intervention le plus fort pour préserver des espaces naturels remarquables et leur biodiversité associée,.
La commune fait partie du parc naturel régional de la Narbonnaise en Méditerranée, créé en 2003 et d'une superficie de 68 350 ha, qui s'étend sur 21 communes du département. Composé de la majeure partie des milieux lagunaires du littoral audois et de ses massifs environnants, ce territoire représente en France l’un des rares et derniers grands sites naturels préservés, de cette ampleur et de cette diversité en bordure de Méditerranée (Golfe du Lion).

#### Réseau Natura 2000

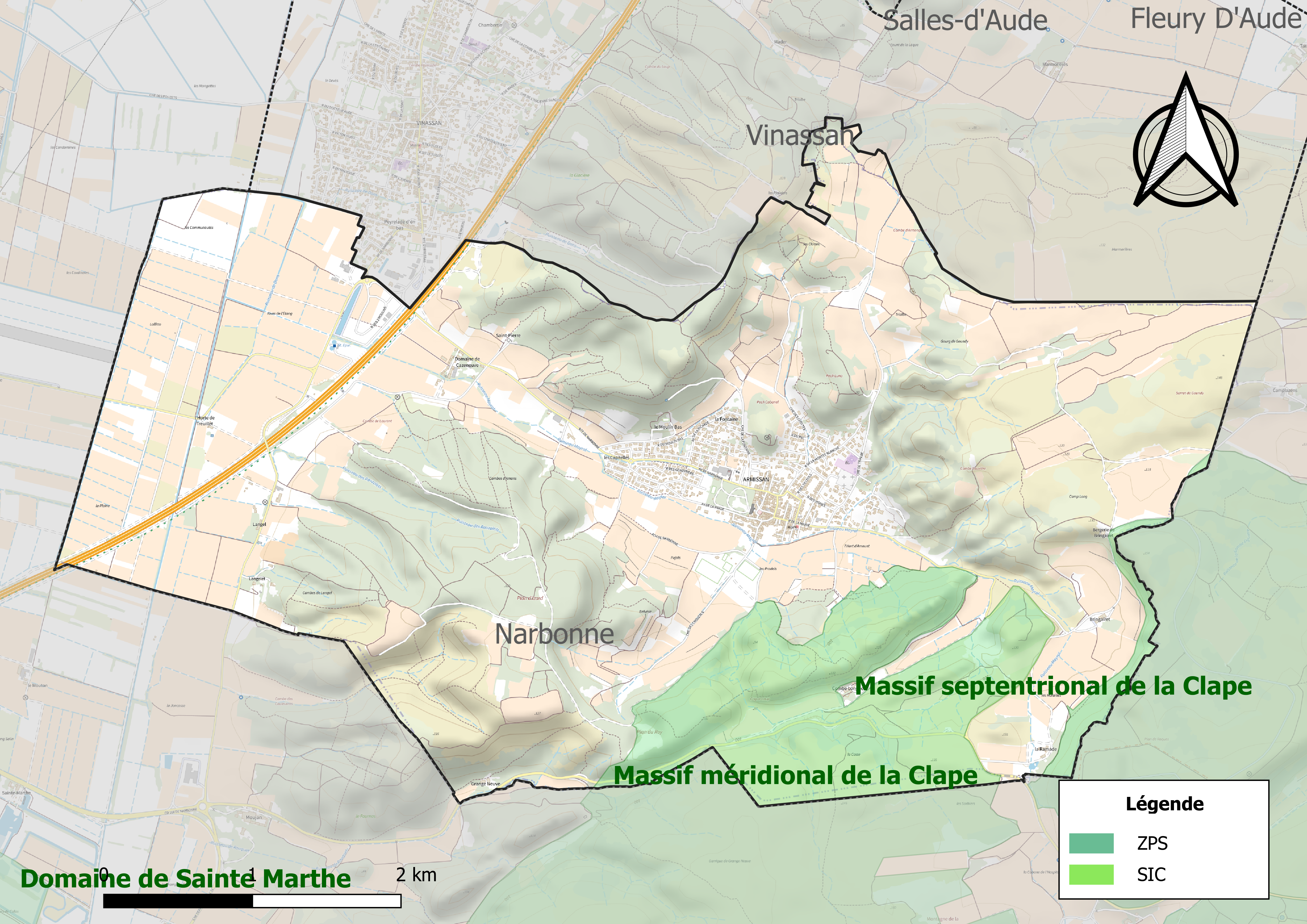
Site Natura 2000 sur le territoire communal.

Le réseau Natura 2000 est un réseau écologique européen de sites naturels d'intérêt écologique élaboré à partir des directives habitats et oiseaux, constitué de zones spéciales de conservation (ZSC) et de zones de protection spéciale (ZPS). Un site Natura 2000 a été défini sur la commune au titre de la directive habitats :
- le « massif de la Clape », d'une superficie de 8 339 ha, caractérisé par des vallons marneux, des surfaces calcaires, des faciès abrupts et des plateaux. Les falaises calcaires sont globalement en bon état de conservation. Concernant la flore, parmi les espèces végétales présentes sur la zone d’étude, 37 ont un intérêt patrimonial fort, dont une est inscrite à la directive habitat : la Centaurée de la Clape[17]

et un au titre de la directive oiseaux : 
- la « montagne de la Clape », d'une superficie de 9 082 ha, abritant certains rapaces notamment l'Aigle de Bonelli, le Faucon crécerellette, le Grand-duc, le Circaète Jean-le-Blanc[18].

#### Zones naturelles d'intérêt écologique, faunistique et floristique
L’inventaire des zones naturelles d'intérêt écologique, faunistique et floristique (ZNIEFF) a pour objectif de réaliser une couverture des zones les plus intéressantes sur le plan écologique, essentiellement dans la perspective d’améliorer la connaissance du patrimoine naturel national et de fournir aux différents décideurs un outil d’aide à la prise en compte de l’environnement dans l’aménagement du territoire. Deux ZNIEFF de type 1 sont recensées sur la commune : le « massif méridional de la Clape » (3 333 ha), couvrant 3 communes du département, et le « massif septentrional de la Clape » (1 701 ha), couvrant 3 communes du département et une ZNIEFF de type 2, : la « montagne de la Clape » (9 634 ha), couvrant 6 communes du département.

Carte des ZNIEFF de type 1 et 2 à Armissan.
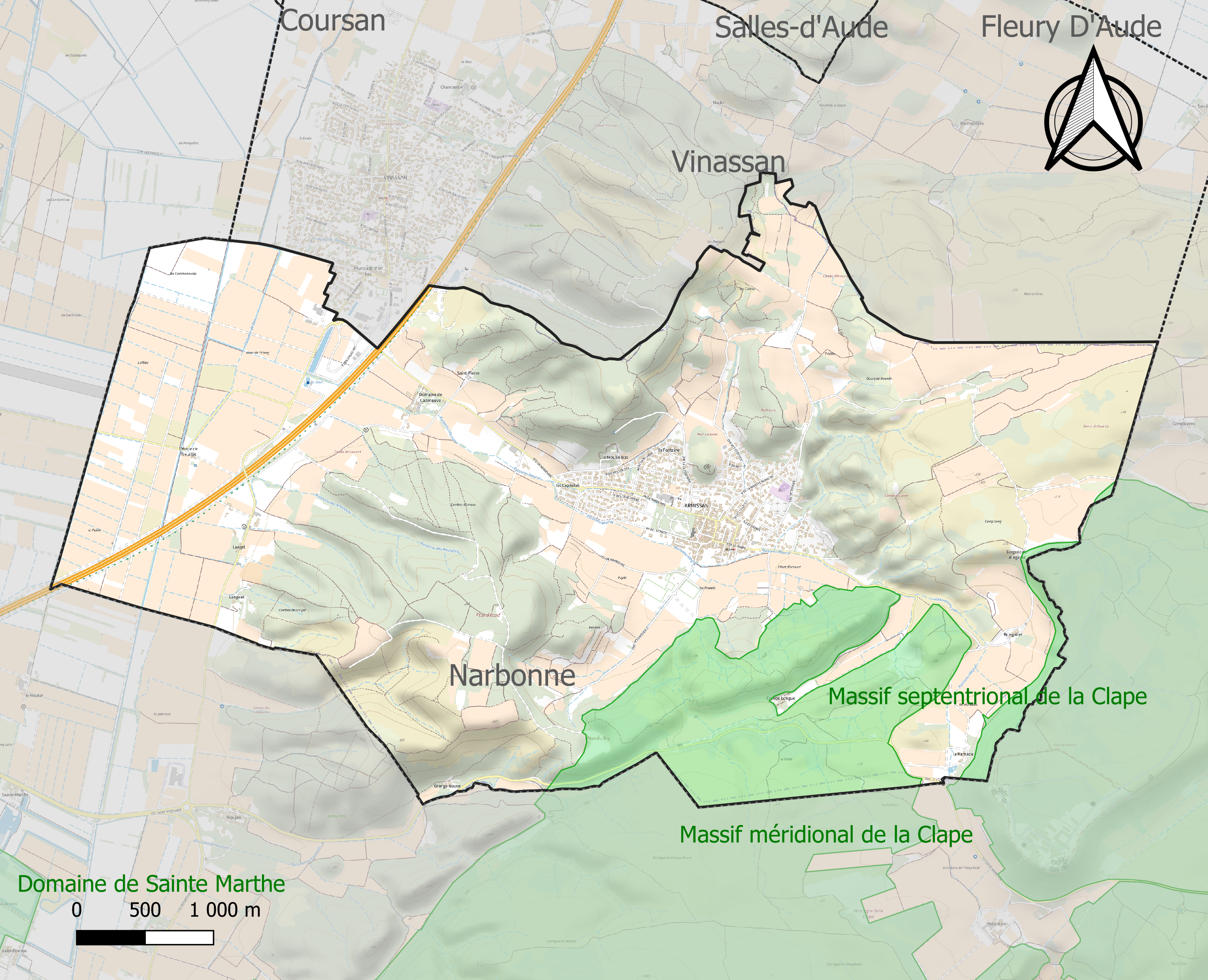
Carte des ZNIEFF de type 1 sur la commune.
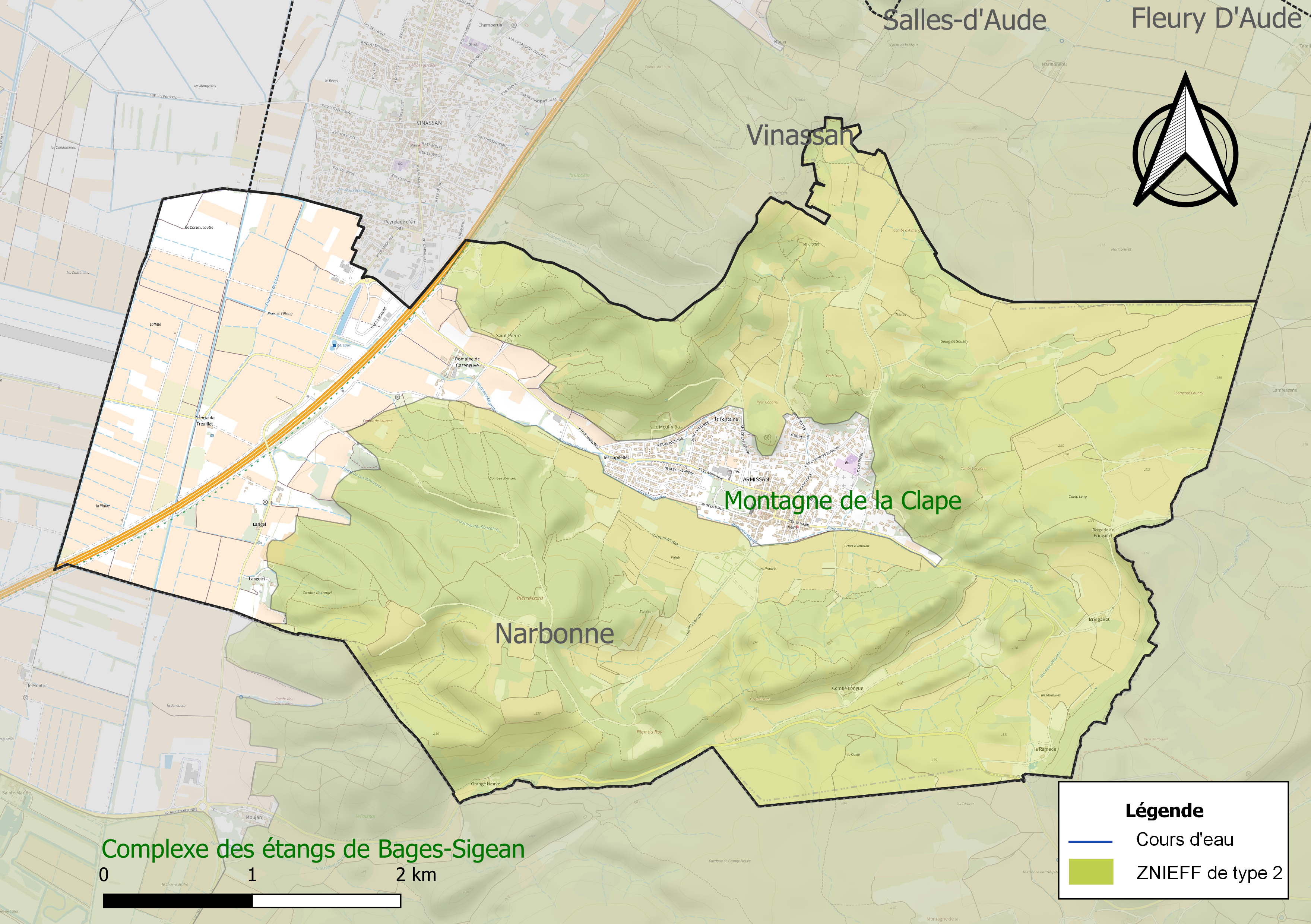
Carte de la ZNIEFF de type 2 sur la commune.

## Urbanisme

### Typologie
Au 1er janvier 2024, Armissan est catégorisée bourg rural, selon la nouvelle grille communale de densité à 7 niveaux définie par l'Insee en 2022.
Elle est située hors unité urbaine. Par ailleurs la commune fait partie de l'aire d'attraction de Narbonne, dont elle est une commune de la couronne,. Cette aire, qui regroupe 71 communes, est catégorisée dans les aires de 50 000 à moins de 200 000 habitants,.

### Occupation des sols

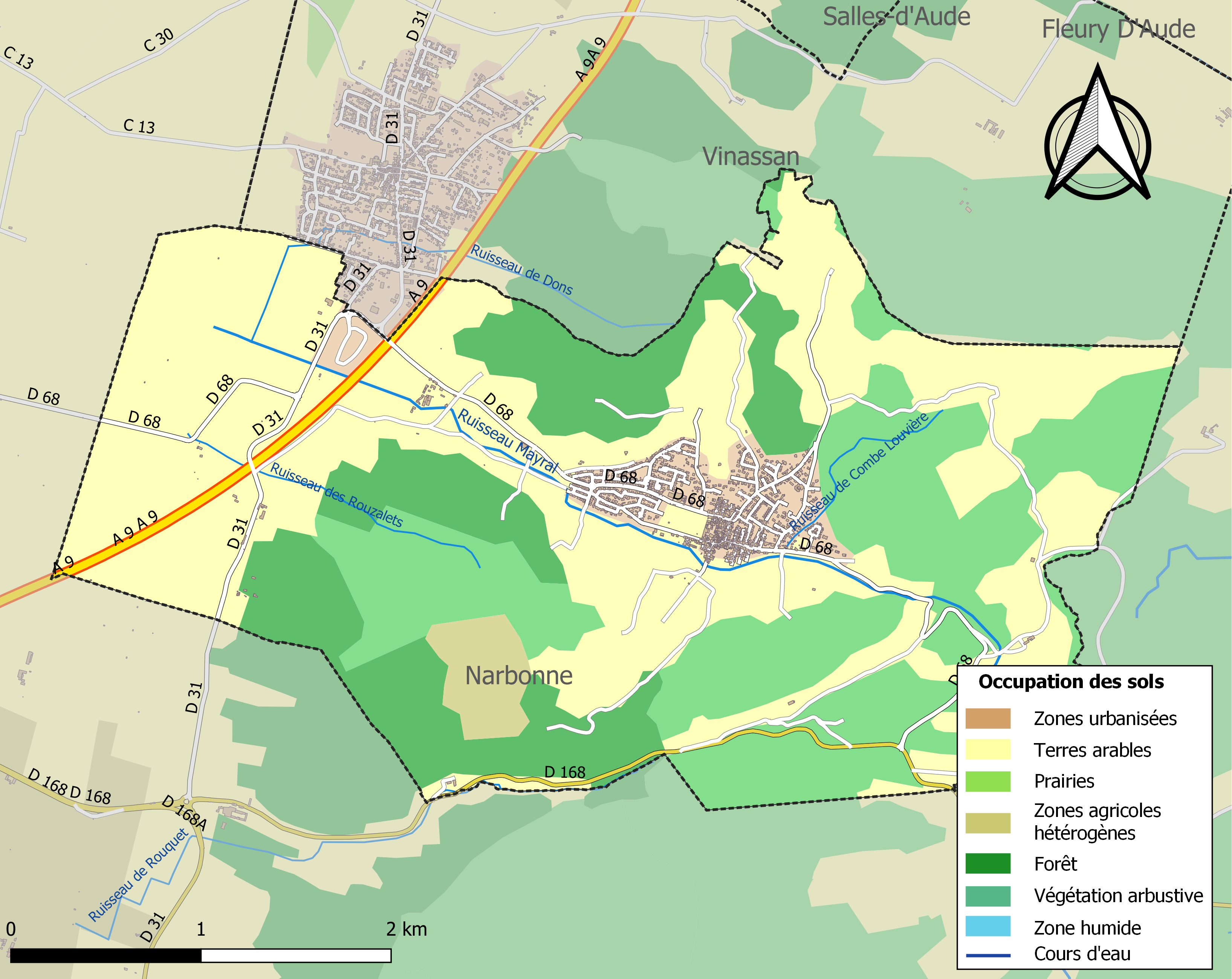
Carte des infrastructures et de l'occupation des sols de la commune en 2018 (CLC).

L'occupation des sols de la commune, telle qu'elle ressort de la base de données européenne d’occupation biophysique des sols Corine Land Cover (CLC), est marquée par l'importance des territoires agricoles (51,2 % en 2018), en augmentation par rapport à 1990 (48 %). 
La répartition détaillée en 2018 est la suivante : cultures permanentes (49,1 %), milieux à végétation arbustive et/ou herbacée (25,5 %), forêts (18 %), zones urbanisées (5,2 %), zones agricoles hétérogènes (2,1 %). 
L'évolution de l’occupation des sols de la commune et de ses infrastructures peut être observée sur les différentes représentations cartographiques du territoire : la carte de Cassini (XVIIIe siècle), la carte d'état-major (1820-1866) et les cartes ou photos aériennes de l'IGN pour la période actuelle (1950 à aujourd'hui).

### Habitat et logement
En 2021, le nombre total de logements dans la commune était de 790, alors qu'il était de 771 en 2016 et de 755 en 2011. 
Parmi ces logements, 83,4 % étaient des résidences principales, 11,5 % des résidences secondaires et 5,1 % des logements vacants. Ces logements étaient pour 94,3 % d'entre eux des maisons individuelles et pour 5,4 % des appartements. 
Le tableau ci-dessous présente la typologie des logements à Armissan en 2021 en comparaison avec celle de l'Aude et de la France entière. Une caractéristique marquante du parc de logements est ainsi une proportion de résidences secondaires et logements occasionnels (11,5 %) inférieure à celle du département (25,3 %) mais supérieure à celle de la France entière (9,7 %). 
| Typologie                                               | Armissan | Aude | France entière |
| ------------------------------------------------------- | -------- | ---- | -------------- |
| Résidences principales (en %)                           | 83,4     | 66,6 | 82,2           |
| Résidences secondaires et logements occasionnels (en %) | 11,5     | 25,3 | 9,7            |
| Logements vacants (en %)                                | 5,1      | 8,1  | 8,1            |

### Voies de communication et transports
Arnissan est traversé par l'autoroute A9, dont l'accès le plus priche est la sortie 37 Narbonne Est, et est desservi par les RD 31 et 68.
La commune est desservie par la ligne 11 des Autobus de Narbonne.

### Risques naturels et technologiques
Armissan se situe en zone de sismicité 2 (sismicité faible).

## Histoire

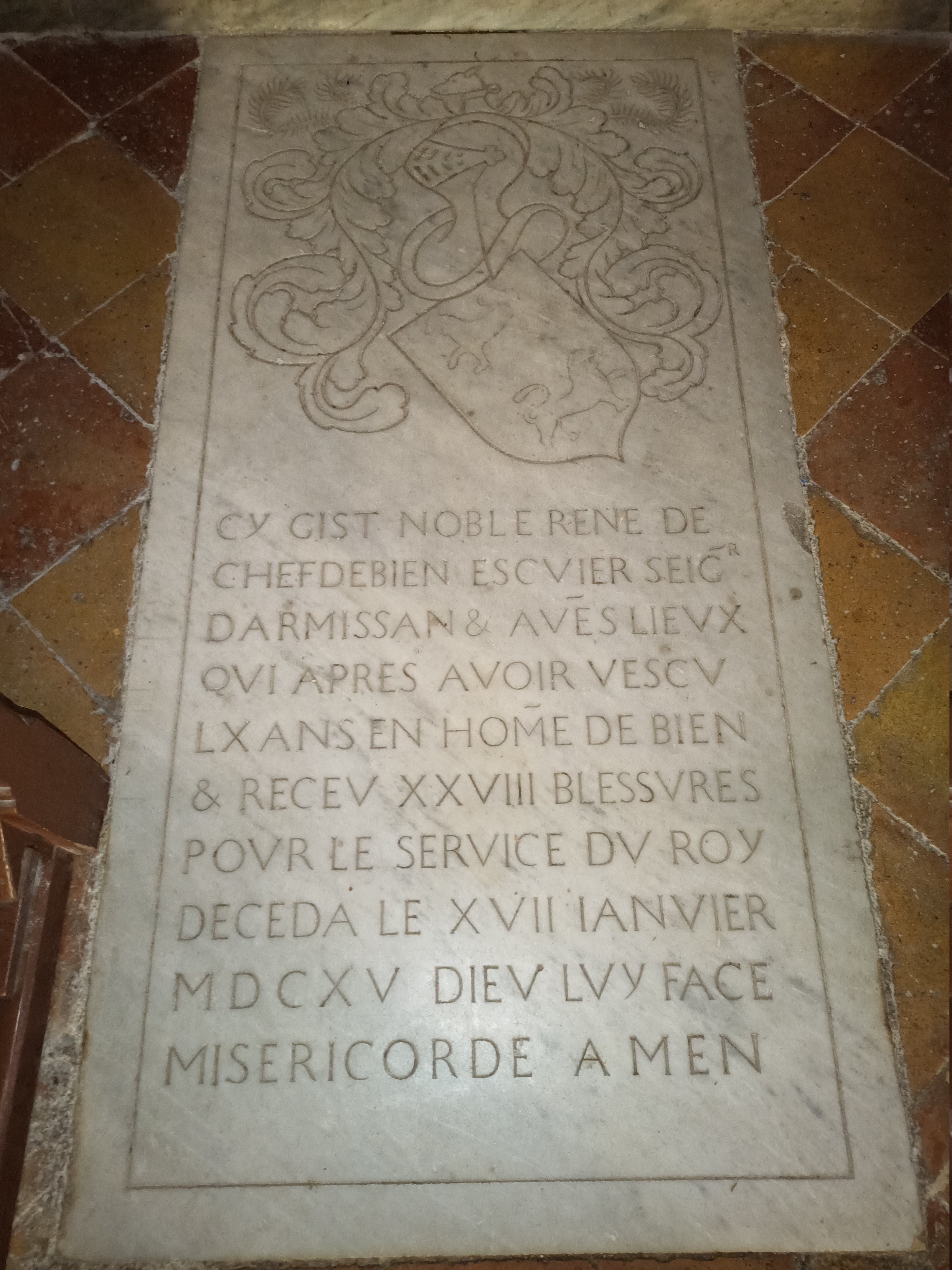
Pierre tombale de René de Chefdebien - Eglise St Etienne - Armissan - Aude - France

## Politique et administration

### Rattachements administratifs et électoraux

#### Rattachements administratifs
La commune se trouve dans l'arrondissement de Narbonne du département de l'Aude.
Elle faisait partie depuis 1793 du canton de Coursan. Dans le cadre du redécoupage cantonal de 2014 en France, cette circonscription administrative territoriale a disparu, et le canton n'est plus qu'une circonscription électorale.

#### Rattachements électoraux
Pour les élections départementales, la commune fait partie depuis 2014 du canton des Basses Plaines de l'Aude
Pour l'élection des députés, elle fait partie de la deuxième circonscription de l'Aubedepuis le redécoupage électoral de 1986.

### Intercommunalité
Armissan est membre fondateur de la communauté d'agglomération dénommée le Grand Narbonne, un établissement public de coopération intercommunale (EPCI) à fiscalité propre créé fin 2002 sous le nom de communauté d'agglomération de la Narbonnaise et auquel la commune avait transféré un certain nombre de ses compétences, dans les conditions déterminées par le code général des collectivités territoriales.

### Tendances politiques et résultats
Au premier tour des élections municipales de 2014 dans l'Aude, la liste DVD menée par le maire sortant Gérard Kerfyser obtient la majorité absolue des suffrages exprimés, avec 697 voix (80,20 %, 18 conseillers municipaux élus dont 1 communautaire), devançant très largement celle DVG menée par Jany Arnault , qui a recueilli 172 voix (19,79 %, 1 conseiller municipal élu).
Lors de ce scrutin, 18,39 % des électeurs se sont abstenus.
Au premier tour des élections municipales de 2020 dans l'Aude, la liste SE menée par le maire sortant José Frère — qui avait succédé à Gérard Kerfyser en 2017 après sa démission —  obtient la majorité absolue des suffrages exprimés, avec 441 voix (58,10 %, 15 conseillers municipaux élus dont 1 communautaire), devançant largement celle, également SE, menée par Jean Bonhoure, qui a recueilli 318 voix (41,89 %, 4 conseillers municipaux élus).
Lors de ce scrutin marqué par la pandémie de Covid-19 en France, 33,99 % des électeurs se sont abstenus

### Liste des maires
| Période                                  | Période                      | Identité             | Étiquette | Qualité |
| ---------------------------------------- | ---------------------------- | -------------------- | --------- | --- |
| Les données manquantes sont à compléter. |                              |                      |           | |
|                                          |                              |                      |           | |
| 1793                                     |                              | François Bousquet    |           | |
| 1801                                     |                              | Jean Rouquie         |           | |
| 1809                                     | 1811                         | G. Villebrun         |           | |
| 1811                                     | 1811                         | M. Brun              |           | |
| 1811                                     | 1812                         | G. Villebrun         |           | |
| 1813                                     | 1813                         | M. Bras              |           | |
| 1813                                     | 1819                         | G. Villebrun         |           | |
| 1819                                     | 1931                         | M. Bras              |           | |
| 1831                                     | 1843                         | M. Becus             |           | |
| 1843                                     | 1848                         | Urbain Benoit-Romain |           | |
| 1848                                     | 1850                         | M. Villebrun         |           | |
| 1850                                     | 1861                         | Pomerede             |           | |
| 1861                                     | 1875                         | Urbain Benoit-Romain |           | |
| 1875                                     | 1884                         | Eugène Sourda        |           | |
| 1884                                     | 1888                         | Pierre Capide        |           | |
| 1888                                     | 1900                         | Pierre Vie           |           | |
| 1900                                     | 1904                         | Joseph Bouisset      |           | |
| 1904                                     | 1912                         | Pierre Deveze        |           | |
| 1912                                     | 1915                         | Léon Fabre           |           | |
| 1915                                     | 1918                         | Joseph Becus         |           | |
| 1918                                     |                              | Léon Fabre           |           | |
| 1920                                     | 1942                         | Pierre Deveze        |           | |
| 1942                                     | 1944                         | Émile Becus          |           | |
| 1944                                     | 1959                         | Marcel Escaré        |           | Menuisier |
| 1959                                     | 1977                         | André Dezarnaud      |           | |
| 1977                                     | 2001                         | Fortuné Andrieu      |           | Viticulteur Président local de la compagnie d’assurances Groupama Administrateur à la caisse locale du Crédit agricole Membre du conseil d’administration de la cave coopérative |
| mars 2001                                | mai 2017                     | Gérard Kerfyser      | DVD       | Ancien officier de l'armée de terre et fonctionnaire. Démissionnaire |
| mai 2017                                 | juillet 2022                 | José Frère           | DVD       | Ancien général, ancien cadre commercial chez GDF-Suez Démissionnaire |
| juillet 2022                             | En cours (au 1er avril 2025) | Gérard Lacombe       |           | Cadre retraité chez Veolia |

## Équipements et services publics

### Enseignement
Les enfants de la commune sont scolarisés à l'école René-Cassin, dotée d'une garderie et d'une cantine.

## Population et société
Les habitants sont appelés les Armissannais et Armissannaises.

### Démographie
L'évolution du nombre d'habitants est connue à travers les recensements de la population effectués dans la commune depuis 1793. Pour les communes de moins de 10 000 habitants, une enquête de recensement portant sur toute la population est réalisée tous les cinq ans, les populations de référence des années intermédiaires étant quant à elles estimées par interpolation ou extrapolation. Pour la commune, le premier recensement exhaustif entrant dans le cadre du nouveau dispositif a été réalisé en 2008.

En 2022, la commune comptait 1 474 habitants, en évolution de −3,34 % par rapport à 2016 (Aude : +2,65 %, France hors Mayotte : +2,11 %).
| 1793 | 1800 | 1806 | 1821 | 1831 | 1836 | 1841 | 1846 | 1851 |
| ---- | ---- | ---- | ---- | ---- | ---- | ---- | ---- | ---- |
| 281  | 472  | 418  | 443  | 439  | 493  | 511  | 520  | 526  |

| 1856 | 1861 | 1866 | 1872 | 1876 | 1881 | 1886 | 1891 | 1896 |
| ---- | ---- | ---- | ---- | ---- | ---- | ---- | ---- | ---- |
| 545  | 582  | 685  | 633  | 725  | 905  | 921  | 917  | 873  |

| 1901 | 1906 | 1911 | 1921 | 1926 | 1931 | 1936 | 1946 | 1954 |
| ---- | ---- | ---- | ---- | ---- | ---- | ---- | ---- | ---- |
| 905  | 859  | 796  | 804  | 846  | 851  | 738  | 576  | 609  |

| 1962 | 1968 | 1975 | 1982 | 1990  | 1999  | 2006  | 2008  | 2013  |
| ---- | ---- | ---- | ---- | ----- | ----- | ----- | ----- | ----- |
| 636  | 713  | 687  | 935  | 1 252 | 1 211 | 1 469 | 1 543 | 1 544 |

| 2018  | 2022  | - | - | - | - | - | - | - |
| ----- | ----- | - | - | - | - | - | - | - |
| 1 516 | 1 474 | - | - | - | - | - | - | - |

Armissan est une commune rurale qui a connu une forte hausse de la population depuis 1975.  

## Économie

### Revenus
En 2018  (données Insee publiées en septembre 2021), la commune compte 638 ménages fiscaux, regroupant 1 496 personnes. La médiane du revenu disponible par unité de consommation est de 21 710 € (19 240 € dans le département).

### Emploi
| Division       | 2008   | 2013   | 2018   |
| -------------- | ------ | ------ | ------ |
| Commune        | 7,2 %  | 10,6 % | 8,8 %  |
| Département    | 10,2 % | 12,8 % | 12,6 % |
| France entière | 8,3 %  | 10 %   | 10 %   |

En 2018, la population âgée de 15 à 64 ans s'élève à 843 personnes, parmi lesquelles on compte 75,7 % d'actifs (66,9 % ayant un emploi et 8,8 % de chômeurs) et 24,3 % d'inactifs,. Depuis 2008, le taux de chômage communal (au sens du recensement) des 15-64 ans est inférieur à celui de la France et du département.
La commune fait partie de la couronne de l'aire d'attraction de Narbonne, du fait qu'au moins 15 % des actifs travaillent dans le pôle,. Elle compte 158 emplois en 2018, contre 174 en 2013 et 163 en 2008. Le nombre d'actifs ayant un emploi résidant dans la commune est de 571, soit un indicateur de concentration d'emploi de 27,7 % et un taux d'activité parmi les 15 ans ou plus de 50,8 %.
Sur ces 571 actifs de 15 ans ou plus ayant un emploi, 102 travaillent dans la commune, soit 18 % des habitants. Pour se rendre au travail, 89,7 % des habitants utilisent un véhicule personnel ou de fonction à quatre roues, 2,6 % les transports en commun, 4,8 % s'y rendent en deux-roues, à vélo ou à pied et 3 % n'ont pas besoin de transport (travail au domicile).

### Activités hors agriculture

#### Secteurs d'activités
94 établissements sont implantés  à Armissan au 31 décembre 2019. Le tableau ci-dessous en détaille le nombre par secteur d'activité et compare les ratios avec ceux du département,.
| Secteur d'activité                                                                                        | Commune | Commune | Département |
| Secteur d'activité                                                                                        | Nombre  | %       | %           |
| --- | ------- | ------- | ----------- |
| Ensemble                                                                                                  | 94      | 100 %   | (100 %)     |
| Industrie manufacturière, industries extractives et autres                                                | 6       | 6,4 %   | (8,8 %)     |
| Construction                                                                                              | 16      | 17 %    | (14 %)      |
| Commerce de gros et de détail, transports, hébergement et restauration                                    | 30      | 31,9 %  | (32,3 %)    |
| Information et communication                                                                              | 1       | 1,1 %   | (1,6 %)     |
| Activités financières et d'assurance                                                                      | 5       | 5,3 %   | (2,7 %)     |
| Activités immobilières                                                                                    | 8       | 8,5 %   | (5,2 %)     |
| Activités spécialisées, scientifiques et techniques et activités de services administratifs et de soutien | 15      | 16 %    | (13,3 %)    |
| Administration publique, enseignement, santé humaine et action sociale                                    | 7       | 7,4 %   | (13,2 %)    |
| Autres activités de services                                                                              | 6       | 6,4 %   | (8,8 %)     |

Le secteur du commerce de gros et de détail, des transports, de l'hébergement et de la restauration est prépondérant sur la commune puisqu'il représente 31,9 % du nombre total d'établissements de la commune (30 sur les 94 entreprises implantées  à Armissan), contre 32,3 % au niveau départemental.

#### Entreprises
Les cinq entreprises ayant leur siège social sur le territoire communal qui génèrent le plus de chiffre d'affaires en 2020 sont : 
- Vindivin, commerce de gros (commerce interentreprises) de boissons (15 979 000 €)
- Durand Entreprise, travaux de terrassement spécialisés ou de grande masse (341 000 €)
- Pro'g Home, activités des sociétés holding (120 000 €)
- Nlea, travaux d'installation électrique dans tous locaux (79 000 €)
- Em Concept, activités d'architecture (67 000 €)

### Agriculture
La commune fait partie de la petite région agricole dénommée « Narbonnais ». En 2010, l'orientation technico-économique de l'agriculture  sur la commune est la viticulture (appellation et autre).
|                                   | 1988 | 2000 | 2010 |
| --------------------------------- | ---- | ---- | ---- |
| Exploitations                     | 65   | 59   | 53   |
| Superficie agricole utilisée (ha) | 489  | 488  | 555  |

Le nombre d'exploitations agricoles en activité et ayant leur siège dans la commune est passé de 65 lors du recensement agricole de 1988 à 59 en 2000 puis à 53 en 2010, soit une baisse de 18 % en 22 ans. Le même mouvement est observé à l'échelle du département qui a perdu pendant cette période 52 % de ses exploitations. La surface agricole utilisée sur la commune a quant à elle augmenté, passant de 489 ha en 1988 à 555 ha en 2010. Parallèlement la surface agricole utilisée moyenne par exploitation a augmenté, passant de 8 à 10 ha.

## Culture locale et patrimoine

### Lieux et monuments

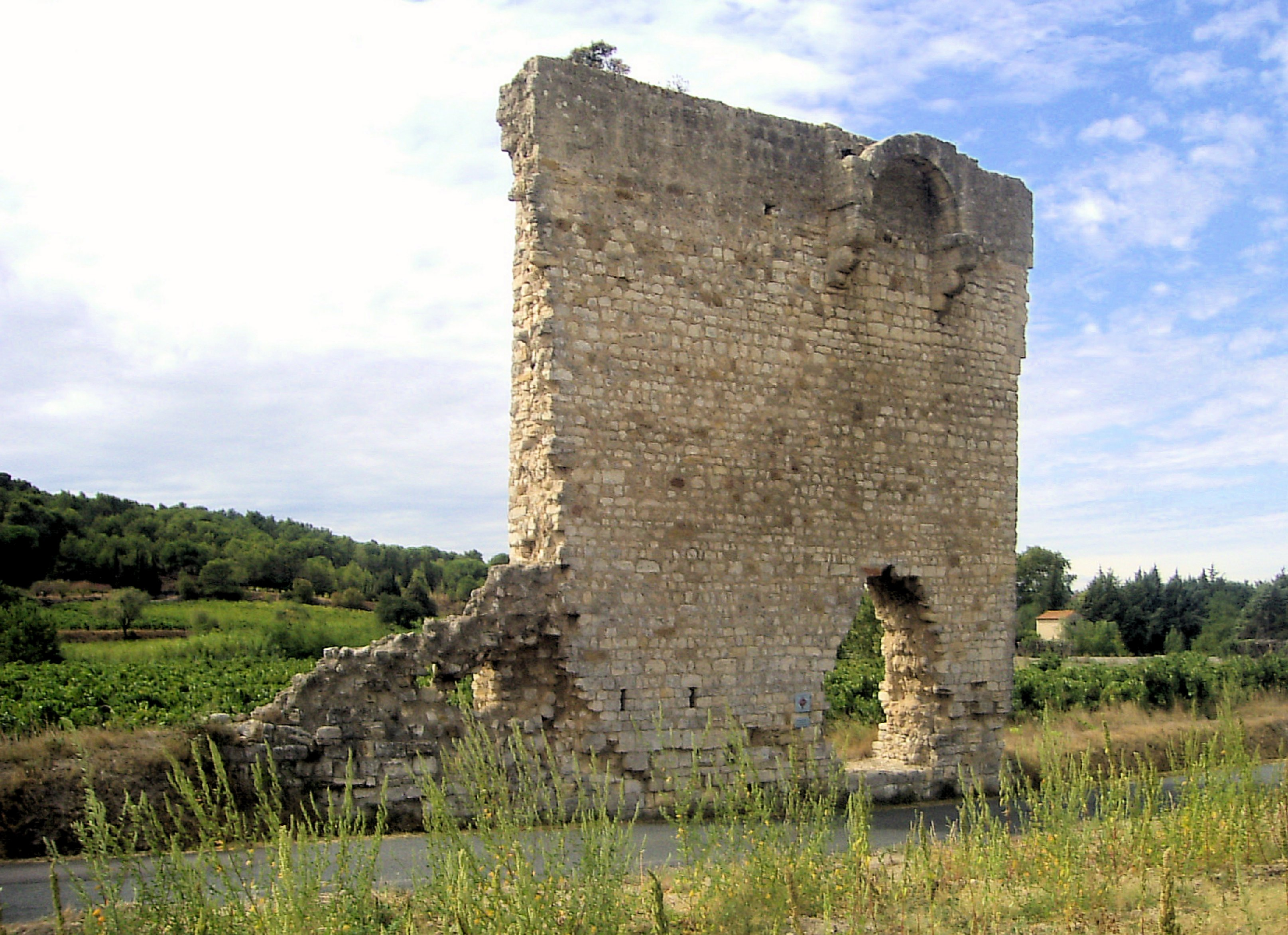
Armissan, Vestiges de l'église Saint-Pierre.

- Vestiges de l'église Saint-Pierre  Inscrit MH (1942)[48], détruite en 1355 par les bandes mercenaires a la solde du Prince Noir[49].
- L'église Saint-Étienne d'Armissan, qui lui succède, et dont la construction est financée par la famille de Beaumont[49].

- Le château d'Armissan, du XVIIIe siècle construit avec les matériaux de l'ancien édifice détruit en 1736 en raison de son délabrement.  Restauré entre 1910 et 1914, il est de 1979 à 1992 la propriété du comité d'entreprise Dassault de Toulouse, puis acquis en 1992 par le baron Alain Duplessis de Pouzilhac, qui en réalise une nouvelle restauration[49].

- Cave coopérative vinicole  La Clape, construite en 1939 sur les plans de Marcel Hérans, maître d'oeuvre installé à Narbonne qui a également réalisé celles de Coursan et de Fleury et de Montolieu? de travaux d'agrandissement sont menés à plusieurs époques, notamment en 1963-1964 et en 1968-1969 par Maurice Adan. La cave fusionne avec celle de Coursan au début des années 2000 mais conserve son activité[50]

### Héraldique
| Blason de Armissan | Blason  | D'hermine à la fasce fuselée d'or et d'azur.     |
| Blason de Armissan | Détails | Le statut officiel du blason reste à déterminer. |

## Pour approfondir